# Dave Martinez
David Martinez, detto Dave (New York, 26 settembre 1964), è un giocatore di baseball e allenatore di baseball statunitense.

## Carriera

### Inizi e Minor League

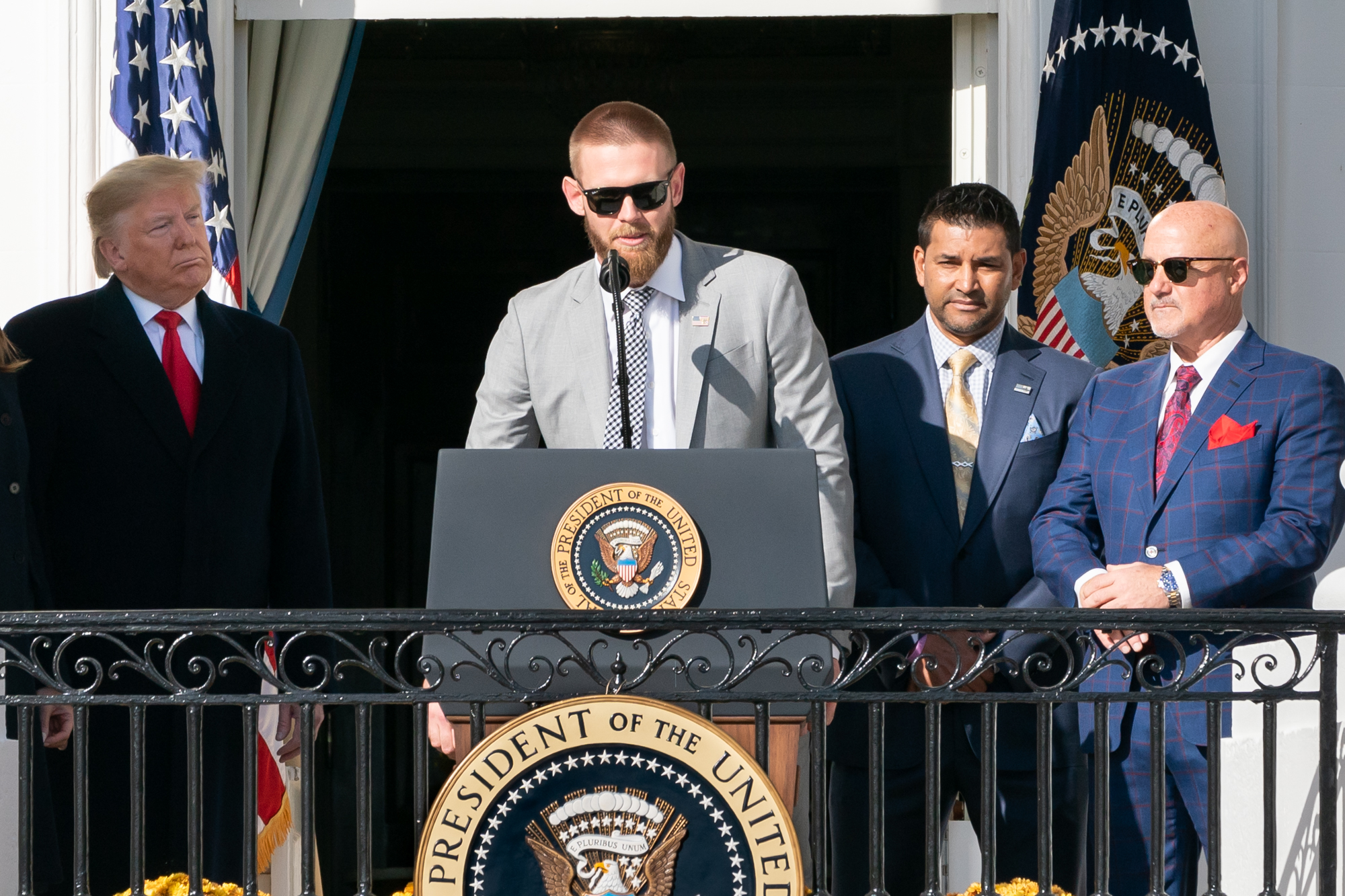
Martinez (secondo da destra) durante la cerimonia delle world series 2019 alla casa bianca.

Nato nel distretto di Brooklyn a New York City da genitori portoricani; Martinez crebbe a Manhattan e Brentwood fino all'età di 13 anni, quando si trasferì con la famiglia a Orlando, Florida. Frequentò la Winter Park High School di Winter Park dove venne selezionato per la prima volta durante il 40º turno del draft MLB 1982 dai Texas Rangers. Non firmò e si iscrisse al Valencia Community College di Orlando. Entrò nel baseball professionistico durante il draft MLB 1983 di gennaio, quando venne selezionato nel 3º turno come 53ª scelta assoluta dai Chicago Cubs.
Giocò nella stagione 1983 nella classe A-breve e nella classe A, e in quest'ultima passò l'intere stagioni 1984 e 1985.

### Major League
Debuttò nella MLB il 15 giugno 1986, al Wrigley Field di Chicago, contro i St. Louis Cardinals. Terminò la stagione con 53 presenze nella MLB e 83 Tripla-A della minor league.
Il 14 luglio 1988, i Cubs scambiarono Martinez con i Montreal Expos per Mitch Webster.
Il 11 dicembre 1991, gli Expos scambiarono Martinez, Willie Greene e Scott Ruskin con i Cincinnati Reds per Bill Risley e John Wetteland.
Martinez divenne free agent al termine della stagione 1992 e il 9 dicembre dello stesso anno firmò con i San Francisco Giants, con cui rimase fino alla conclusione della stagione 1994.
Il 5 aprile 1995, Martinez firmò con i Chicago White Sox. A novembre dello stesso anno divenne free agent per qualche giorno rifirmando poi con la stessa squadra, con cui restò fino alla stagione 1997.
Il 4 dicembre 1997, Martinez firmò con i Tampa Bay Devil Rays.
Il 12 maggio 2000, i Devil Rays scambiarono Martinez con i Cubs per Mark Guthrie e una somma in denaro. Il 9 giugno dello stesso anno i Cubs lo scambiarono con i Texas Rangers per Brant Brown. Il 4 agosto, i Rangers lo scambiarono con i Toronto Blue Jays per un giocatore da nominare in seguito. Peter Munro venne inviato ai Rangers l'8 agosto per completare lo scambio. Dopo la travagliata stagione 2000 in cui subì quattro scambi, Martinez divenne free agent.
Il 10 dicembre 2000, Martinez firmò un contratto biennale con gli Atlanta Braves, con cui militò nella MLB per l'intera stagione 2001. Nello stesso anno partecipò per la prima volta al post stagione.
Saltò completamente la stagione 2002 per problemi fisici e a fine stagione si ritirò dal baseball agonistico.

## Carriera da allenatore
Nel 2008 Martinez divenne l'assistente allenatore dei Tampa Bay Rays, ruolo che mantenne fino al 2014. Nel 2015 venne assunto come assistente allenatore dei Chicago Cubs con cui vinse nel 2016 le World Series. Dopo aver trascorso anche la stagione 2017 con i Cubs, nel 2018 Martinez venne ingaggiato, questa volta nel ruolo di allenatore, dai Washington Nationals. Nella stagione 2019 portò la squadra alla conquista delle World Series, le prime della franchigia dalla sua fondazione.

## Statistiche

### Record come capo-allenatore
| Squadra              | Anno   | Stagione regolare | Stagione regolare | Stagione regolare | Stagione regolare | Stagione regolare | Playoff | Playoff | Playoff               |
| Squadra              | Anno   | Partite           | Vinte             | Perse             | Percentuale       | Posizione         | Vinte   | Perse   | Risultato             |
| -------------------- | ------ | ----------------- | ----------------- | ----------------- | ----------------- | ----------------- | ------- | ------- | --------------------- |
| Washington Nationals | 2018   | 162               | 82                | 80                | .506              | 2º nella NL East  | –       | –       | –                     |
| Washington Nationals | 2019   | 162               | 93                | 69                | .574              | 2º nella NL East  | 12      | 5       | Vince le World Series |
| Washington Nationals | 2020   | 60                | 26                | 34                | .433              | 4º nella NL East  | –       | –       | –                     |
| Washington Nationals | 2021   | 162               | 65                | 97                | .401              | 5º nella NL East  | –       | –       | –                     |
| Washington Nationals | 2022   | 162               | 55                | 107               | .340              | 5º nella NL East  | –       | –       | –                     |
| Washington Nationals | 2023   | 0                 | 0                 | 0                 | .000              | in corso          | –       | –       | –                     |
| Totale               | Totale | 662               | 295               | 367               | .446              |                   | 12      | 5       |                       |

## Palmares

### Club
- World Series: 2

Chicago Cubs: 2016 (come assistente allenatore)
Washington Nationals: 2019 (come allenatore)